# Ždralovi (Bjelovar)
Ždralovi su naselje u Republici Hrvatskoj, u sastavu Grada Bjelovar, Bjelovarsko-bilogorska županija.  

## Opis
Naselje se nalazi istočno od gradskog centra i naselja Novoseljani. Naselje je jače urbanizirano prijelazno naselje te kroz naselje prolazi cesta D28 u smjeru Daruvara.
Geografski se naselje nalazi smješteno na redu uzvisina između kojih prolaze manji potoci. Ti potoci su: Sloboština, Srnava, Blatnica i Berek.

## Stanovništvo
Prema popisu stanovništva iz 2001. godine, naselje je imalo 1498 stanovnika te 463 obiteljskih kućanstava.
| broj stanovnika | 316   | 362   | 396   | 551   | 649   | 713   | 659   | 742   | 853   | 841   | 861   | 1012  | 1277  | 1525  | 1498  | 1423  | 1311  |
|                 | 1857. | 1869. | 1880. | 1890. | 1900. | 1910. | 1921. | 1931. | 1948. | 1953. | 1961. | 1971. | 1981. | 1991. | 2001. | 2011. | 2021. |

## Povijest

### Neolitik
Najstarija nalazišta iz mlađeg kamenog doba u krugu Bjelovara nalaze se unutar Ždralova, gdje su se tijekom gradnje podruma za kuću Josipa Horvatića pronašle zemunice. 
Iskopine su prepoznate kao dio Starčevačke kulture (oko 5000. – 4300. pr. Kr.). Nalazište je identificirano kao najzapadnije za taj tip neolitičke kulture, naziva se Ždralovi facies odnosno »Starčevo – Final«.

### Nastanak
Ždralovi su nastali naseljavanjem kršćanskog stanovništva nakon turske vladavine 17. stoljeća. Na karti prve vojne izmjere naselje je upisano kao "Dorf Sdralevo" Za vrijeme vojne uprave naselje je pripadalo Đurđevačkoj pukovniji.
Naselje se postepeno razvijalo, s prvim kućama na brdu između potoka Blatnik i Berek, danas Ždralovska ulica ili Gornji Ždralovi.

## Obrazovanje
Unutar Ždralova nalazi se područna škola II. osnovne škole Bjelovar.

## Znamenitosti
- Nogometni stadion "Brdo" sjedište drugoligaškog kluba NK Mladost Ždralovi te drugi najveći stadion unutar Bjelovara. Kolokvijalno znan i kao Mamić Brdo po Zdravku Mamiću.
- Kapela sv. Ivana Krstitelja na katoličkom groblju Ždralovi.

## Šport
- NK Mladost Ždralovi,  nogometni klub iz Ždralova, trenutačno se natječe u 2. NL.